# Jachtseizoen
Het jachtseizoen is een bepaalde periode (vaak gekoppeld aan een jaargetijde) waarin men op bepaalde wildsoorten jacht mag maken. Terwijl dit vroeger veeleer traditioneel werd bepaald, zijn in de meeste landen de jachtseizoenen nu bij wet bepaald. De periode waarin men niet kan jagen wordt de gesloten jachttijd genoemd. Deze periode valt vaak samen met het broedseizoen van de vogels en de dracht- en bronsttijd van ander wild. Incidenteel kan de jacht ook gesloten worden als de weersomstandigheden zeer slecht zijn, bijvoorbeeld als het koudegetal daalt tot onder de 85.

## Federale staten
In de meeste federale staten (bijvoorbeeld Duitsland, Verenigde Staten van Amerika, België) is de jacht en het bepalen van het jachtseizoen een bevoegdheid van de deelstaten. Hierdoor kan het dus voorvallen dat in hetzelfde land het jachtseizoen in de ene deelstaat langer duurt dan in de andere. In sommige federale staten (onder andere de Verenigde Staten van Amerika) werkt men voor sommige jachtseizoenen wel samen op federaal niveau. Zo wordt bijvoorbeeld de jacht op trekvogels in onderling overleg tussen de deelstaat en de federale overheid geregeld.

## Niet-federale staten
In niet-federale staten, zoals Nederland, is de jacht een nationale bevoegdheid.

## Voorwaarden
In de meeste landen waar het jachtseizoen bij wet is bepaald, moet men ook een vergunning hebben als jager. Zo heeft men in Nederland een jachtakte nodig, in België heeft men een jachtverlof nodig van het gewest waarin men wil jagen en moet men geslaagd zijn voor een jagersexamen.